# Fernando Gallego

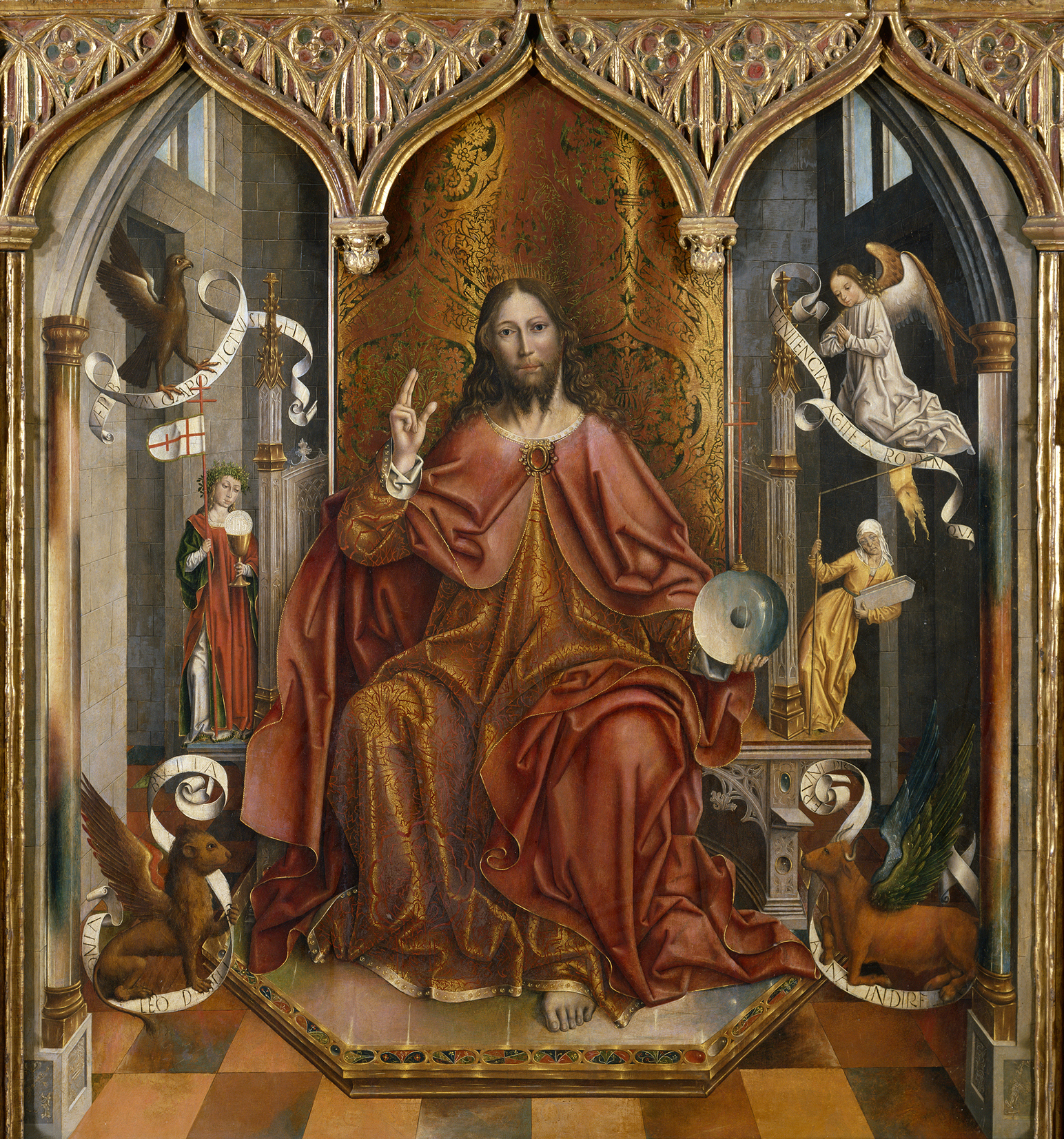
Fernando Gallego, Salvator Mundi accompagné de Ecclesia et Synagoga, v. 1495, musée du Prado.

Fernando Gallego (vers 1440 en Galice - vers 1507) est un peintre espagnol, considéré comme un des représentants du style hispano-flamand en Castille.

## Biographie
Sa date de sa naissance et le lieu de sa formation sont ignorés. En 1468, il travaille à la cathédrale de Plasence, puis, en 1473, à la cathédrale de Coria où il peint six retables aujourd'hui perdus. Entre 1478 et 1490, il travaille à l'église Saint-Laurent de Toro (Zamora), à la bibliothèque de l'université de Salamanque et au retable de Ciudad Rodrigo. En 1495, il commence le retable de la cathédrale de Zamora. Il est mentionné pour la dernière fois en 1507 pour sa collaboration à la décoration de la tribune de l'université de Salamanque. 
Son œuvre est fortement influencée par l'art flamand, en particulier par les styles de Rogier van der Weyden, Konrad Witz et Dirk Bouts. Les similarités avec l'art de ce dernier ont fait envisager un voyage en Flandre, bien qui ait pu aussi bien être formé dans l'entourage de Jorge Inglés. 
Il eut comme élèves Francisco Gallego, Pedro Bello et Pedro Berruguete.

## Œuvres
Ses œuvres les plus notables sont :
- le Retable de Saint Ildefonse, cathédrale de Zamora
- La Vierge de pitié, Musée du Prado
- Le Ciel de Salamanque, plafond peint de l'université de Salamanque
- Les Panneaux d'Arcenillas, dispersés entre Arcenillas (Zamora), le Musée diocésain de Zamora et le Musée des Beaux-Arts d'Asturies
- le Retable de Saint Laurent, Toro, dont le panneau central se trouve aujourd'hui au Prado
- L’Épiphanie, Musée national d'art de Catalogne
- Le Retable de Ciudad Rodrigo, Musée de l'université de Tucson (États-Unis)
- Saint Acace et les 10.000 Martyrs, au Meadows Museum de Dallas (États-Unis)
- le Triptyque de sainte Catherine, Musée provincial des Beaux-Arts de Salamanque
- les retables de Peñaranda, Villaflores et Cantalpino, collections particulières.